# Kalifornská univerzita v Santa Barbaře
Kalifornská univerzita v Santa Barbaře (anglicky University of California, Santa Barbara, UCSB) je státní univerzita v Kalifornii, leží severně od Los Angeles a jižně od San Franciska v Santa Barbaře.
Je to část Kalifornské univerzity a člen Asociace amerických univerzit (Association of American Universities). V roce 2006 měla 20 569 zapsaných studentů.

## Historie
UCSB byla založena v roce 1909 jako malá škola pro vzdělávání učitelů. V roce 1944 byla přijata do skupiny vysokých škol Kalifornská univerzita.

## Sport
Sportovní týmy UCSB se nazývají Gauchos. Univerzita je členem Velké západní konference (Big West Conference).

## Slavné osobnosti

### Profesoři
- David Jonathan Gross - Nobelova cena za fyziku, 2004
- Alan J. Heeger - Nobelova cena za chemii, 2000
- Walter Kohn - Nobelova cena za chemii, 1998
- Herbert Kroemer, Nobelova cena za fyziku, 2000
- Finn E. Kydland, Nobelova cena za ekonomii, 2004

### Absolventi
- Carol W. Greiderová - molekulární bioložka a profesorka na Johns Hopkins University (2009 získala Nobelovu cenu za fyziologii a lékařství)
- Jack Johnson - písničkář
- Jason Lezak - olympijský vítěz (plavání)
- Joseph Acabá - kosmonaut
- Lisa Jane Smith - spisovatelka